# امرديتسن (تمزكدة أوفتاس)
امرديتسن هي إحدى مشيخات المملكة المغربية، تتبع جغرافيا لإقليم الصويرة وإداريًا لتمزكدة أوفتاس. يقدر عدد سكانها بـ 5218 نسمة حسب الإحصاء الرسمي للسكان والسكنى لسنة 2004.